# پترا زدیچووانوا
پترا زدیچووانوا (انگلیسی: Petra Zdechovanová؛ زادهٔ ۲ نوامبر ۱۹۹۵) بازیکن فوتبال اهل اسلواکی است.
وی همچنین در تیم ملی فوتبال Slovakia بازی کرده‌است.